# Monica Lövström (politiker)
Monica Lövström, folkbokförd Monika, född 2 juli 1965 i Ramsele församling, Västernorrlands län, är en svensk socialdemokratisk politiker.
Mellan 1985 och 1990 studerade Lövström statskunskap och Östeuropastudier vid Uppsala universitet. Hon var ordförande för Socialdemokratiska studentförbundet åren 1993–1994, som den första kvinnan på posten efter att förbundet 1990 återskapats. Hon arbetade som politiskt sakkunnig inom socialdemokratiska regeringar 1997–2006, bland annat hos miljöminister Lena Sommestad.
Hon arbetar sedan 2018 som ombudsman vid Hörselskadades Riksförbund med påverkansarbete inom hörsel och funktionsnedsättning.